# Air Moorea
Air Moorea – nieistniejąca tahitańska linia lotnicza z siedzibą w Faaa założona w 1968. Głównym portem lotniczym był port lotniczy Moorea Temae. Linia zbankrutowała w listopadzie 2010.